# ステファニア・ロッカ
ステファニア・ロッカ（Stefania Rocca, 1971年4月24日 - ）は、イタリア・トリノ出身の女優。

## 略歴
1994年に映画デビューし、主にイタリア映画で活躍しているが、アメリカ映画『リプリー』やイギリス映画『恋の骨折り損』にも出演している。

## 主な出演作品
- ニルヴァーナ Nirvana (1997)
- リプリー The Talented Mr. Ripley (1999)
- 恋の骨折り損 Love's Labour's Lost (2000)
- HOTEL ホテル Hotel (2001)
- 復活 Resurrezione (2001)
- ヘヴン Heaven (2002)
- デス・サイト Il Cartaio (2004)
- 三銃士 妖婦ミレディの陰謀 D'Artagnan et les trois mousquetaires (2005)
- これが私の人生設計 Scusate se esisto! (2014)
- 帰ってきたムッソリーニ Sono tornato (2018)